# Levofloxacina
Levofloxacina ou levofloxacino (nomes comerciais: Tavanic, Tavaflox, Levoxin, entre outros) é um antibiótico fluorquinolona de 3ª geração utilizado nas infecções por bactérias. A levofloxacina foi lançada no mercado japonês em 1993.
O fármaco é eficaz contra uma série de bactérias gram-negativas. Devido a seu amplo espectro de ação, a levofloxacina é prescrita para uma ampla gama de infecções onde o agente causal é desconhecido. Quando este agente é identificado, o tratamento pode ser interrompido e levado adiante através de um antibiótico com espectro mais restrito.

## Mecanismo de ação
A levofloxacina inibe a síntese de DNA das bactérias.

## Indicações
- Infecções do trato respiratório superior e inferior
- Sinusite
- Bronquite bacteriana
- Exacerbações agudas de bronquite crônica e pneumonia
- Infecções da pele e tecido subcutâneo (impetigo, abcessos, furunculose,  celulite e erisipela)
- Infecções do trato urinário (incluindo pielonefrite)
- Osteomielite
- Doença do legionário

## Organismos sensiveis

### BactériasGram-positivas
- Enterococcus faecalis
- Staphylococcus aureus
- Staphylococcus epidermidis
- Staphylococcus saprophyticus
- Streptococcus pneumoniae
- Streptococcus pyogenes

### BactériasGram-negativas
- Enterobacter cloacae
- Klebsiella pneumoniae
- Pseudomonas aeruginosa
- Escherichia coli
- Legionella pneumophila
- Serratia marcescens
- Haemophilus influenzae
- Moraxella catarrhalis
- Haemophilus parainfluenzae
- Proteus mirabilis
- Campylobacter

### Outros
- Chlamydia pneumoniae
- Mycoplasma pneumoniae
- Peptostreptococcus sp.